# Stygiochiropus communis
Stygiochiropus communis är en mångfotingart som beskrevs av Humphreys och Shear 1993. Stygiochiropus communis ingår i släktet Stygiochiropus och familjen orangeridubbelfotingar. Inga underarter finns listade i Catalogue of Life.